# Vérző acél
A Vérző acél (eredeti cím: Bleeding Steel) 2017-es kínai sci-fi cyberpunk akciófilm, amelyet Leo Zhang rendezett és írt, főszereplője Jackie Chan. Kínában 2017. december 22-én jelent meg. Az Egyesült Államokban a Lionsgate Premiere 2018. július 6-án mutatta be a mozikban és a Video on Demand platformon keresztül. A film 48,8 millió dolláros bevételt hozott a kasszáknál.

## Cselekmény
Lin Dong hongkongi tiszt, aki magánügyben a kórházba tart, hogy meglátogassa súlyosan beteg lányát, Xixit, azt a parancsot kapja, hogy vigye biztonságba a tanút, Dr. Jamest. A művelet során technológiailag fejlett zsoldosok, élükön a szörnyű Andréval, megtámadják Lin egységét. Még akkor is, amikor Lin belehajt Andre autójával egy benzintartályba, Andrét nem lehet megállítani. Lin kétségbeesésében felrobbantja a tankot. Miközben ő eszméletét veszti, a lánya a kórházban belehal a leukémiába.
Mint később a flashbackekben látható, Dr. James kutatásával megmentette Xixi életét, mivel vérének regeneráló képességet adott. Azonban elvesztette az emlékeit. Lin ezért Nancy néven egy Sidney-i árvaházba vitte a lányát, és közel maradt hozzá anélkül, hogy felfedte volna kilétét.
Tizenhárom évvel később Rick Rogers író kiadta a Bleeding Steel című regényt, amely egy Andréhoz hasonló szuperkatonáról szól. A fiatal hacker, Leeson prostituáltnak álcázza magát, és Rogers hotelszobájában adatokat tölt le a számítógépéről. Amikor egy feketébe öltözött nő Andre zsoldosaival megrohamozza az épületet, Leeson a jakuzziban bújik el. A nő tudni akarja Rogerstől, honnan szerezte az információkat a regényhez. Az álarcos Lin Dong is ugyanezen okból érkezett. Verekedés következik, amelyben a fekete ruhás nő megöli Rogerst. A rendőrség megérkezése mindenkit visszavonulásra kényszerít.
Az ellopott adatok elvezetik Leesont az árva Nancyhez, aki súlyos rémálmoktól szenved. Egy „boszorkány” kezeli, aki eladta az álmait a szerzőnek, Rogersnek. Spirituális segítségért a Sydney-i Operaházba megy, ahol a fekete ruhás nő megpróbálja elrabolni. Lin Dong és Leeson együtt harcolnak a zsoldosok ellen, és elviszik Nancyt Lin házába.
Lin Dong megkötözi Leesont a fegyvertárában, és elindul a boszorkány felé. Távollétében Nancy Hongkongba repül, hogy meglátogassa James elhagyatott házát. Ott visszatérnek az emlékei, és megtalálja egy széf kulcsát. A fekete ruhás nő azonban elrabolja, és Andre léghajójára viszi. Amikor a fekete ruhás nő megpróbálja elvenni a széfet, Lin kollégája, Xiao Su csapdát állít neki. 
Hsziao Su fekete ruhás nőnek álcázza magát, hogy Lin Donggal és Leesonnal együtt beszivárogjon Andre léghajójára. Ott Andre éppen Nancy vérét akarja átültetni magába, hogy megszerezze az öngyógyító erejét. Az ezt követő csatában a léghajó felrobban, Andrét és Leesont hátrahagyva. Hsziao Su, Nancy és Lin Dong egy ejtőernyővel mentik magukat.
Lin megtudja, hogy Leeson apja fegyverkereskedő volt, aki felbérelte Andrét, hogy lopja el Dr. James kutatásait. De aztán Andre megölte Leeson szüleit. Leeson Sidneybe menekült, és történetesen ugyanabba az árvaházba került, mint Nancy. Túlélte a léghajó felrobbanását, és birtokában van Dr. James kutatásainak.

## Szereplők
- Jackie Chan – Lin Dong
- Callan Mulvey – Andre
- Show Lo – Li Sen
- Ouyang Nana – Nancy/Xixi
- Tess Haubrich – fekete ruhás nő
- Erica Xia-hou – Xiao Su (Susan)
- Kym Gyngell – Dr James
- Damien Garvey – Rick Rogers
- Gillian Jones – boszorkány
- Cosentino – önmaga

## Fordítás
- Ez a szócikk részben vagy egészben  a   Bleeding Steel című angol Wikipédia-szócikk fordításán alapul.  Az eredeti cikk szerkesztőit annak laptörténete sorolja fel. Ez a jelzés csupán a megfogalmazás eredetét és a szerzői jogokat jelzi, nem szolgál a cikkben szereplő információk forrásmegjelöléseként.
- Ez a szócikk részben vagy egészben  a   Bleeding Steel című német Wikipédia-szócikk fordításán alapul.  Az eredeti cikk szerkesztőit annak laptörténete sorolja fel. Ez a jelzés csupán a megfogalmazás eredetét és a szerzői jogokat jelzi, nem szolgál a cikkben szereplő információk forrásmegjelöléseként.